# جیمز دیوید باربر
جیمز دیوید باربر (۳۱ ژوئیه ۱۹۳۰–۱۲ سپتامبر ۲۰۰۴) دانشمند علوم سیاسی بود که کتاب شخصیت ریاست جمهوری وی را به دلیل طبقه‌بندی روسای جمهور از طریق جهان بینی به شهرت رساند. وی از سال ۱۹۷۷ تا ۱۹۹۵ به تدریس علوم سیاسی در دانشگاه دوک پرداخت.
باربر در ۳۱ ژوئیه ۱۹۳۰، در چارلستون، ویرجینیای غربی به دنیا آمد. در دهه ۱۹۵۰ قبل از حضور در دانشگاه شیکاگو، به عنوان مأمور ضداطلاعات در ارتش ایالات متحده خدمت کرد و در دانشگاه موفق به دریافت مدرک کارشناسی ارشد در علوم سیاسی شد. وی دکترای خود را از دانشگاه ییل گرفت.
وی در سال ۱۹۷۲ به دانشگاه دوک پیوست و در سال ۱۹۷۷ در آنجا استاد تمام شد.